# Alwin de Prins
Alwin de Prins (* 29. Oktober 1978 in Dendermonde, Belgien) ist ein ehemaliger luxemburgischer Schwimmer.
Er war Mitglied des Top-Kaders des luxemburgischen Schwimmverbandes (FLNS) und ist dreifacher Olympiateilnehmer. Spezialisiert war er auf die Strecken im Brustschwimmen.

## Werdegang
De Prins absolvierte 1996 sein Abitur an der Europaschule Luxemburg und nahm im Anschluss an der Universität Heidelberg ein Studium der Chemie auf. Nach einem Semester wechselte er in das Fach Volkswirtschaftslehre und von Herbst 1997 an studierte er an der Universität Trier Betriebswirtschaftslehre. 2006 schloss er als Diplom-Kaufmann im Bereich Marketing und Innovation ab und ist seit 16. April 2006 als Angestellter der Fortis Banque Luxembourg tätig.
Mit dem Schwimmsport begann er 1985 beim Verein Swimming Luxembourg. Einen ersten internationalen Achtungserfolg feierte er 1995 mit der Teilnahme an den B-Finals über 100 Meter und 200 Meter Brust bei der Junioreneuropameisterschaft in Genf. Ab diesem Jahr nimmt er regelmäßig an allen internationalen Meisterschaften teil:
Für sein Heimatland ging De Prins bislang sieben Mal bei Europameisterschaften (1995 in Wien, 1997 in Sevilla, 1999 in Istanbul, 2002 in Berlin, 2004 in Madrid, 2006 in Budapest und 2008 in Eindhoven) und vier Mal bei Weltmeisterschaften an den Start (1998 in Perth, 2003 in Barcelona, 2005 in Montreal und 2007 in Melbourne). Daneben war er 2000 in Sydney, 2004 in Athen und 2008 in Peking Teilnehmer an den Olympischen Spielen.
Größter Erfolg war die Halbfinalteilnahme über 200 Meter Brust bei der Europameisterschaft 1999 in Istanbul und über 100 Meter Brust bei der Europameisterschaft 2004 in Madrid. Zudem konnte er sich 2000 beim Weltcup in Berlin über 50 m und 100 m Brust jeweils für das Finale qualifizieren.
In Luxemburg war De Prins 13 Mal in Folge zur Wahl des besten Sportlers des Jahres nominiert und wurde mit der Médaille du Mérite Sportif in Silber ausgezeichnet.
Außerhalb des Beckens ist er in mehreren Sportverbänden engagiert. Er ist Mitglied des Verwaltungsrates und der technischen Kommission des Schwimmverbandes (FLNS) sowie Mitglied der Athletenkommission des Nationalen Olympischen Komitees (COSL). Zudem ist er Generalsekretär der Association Luxembourgeoise des Olympiens (ALO).

## Persönliche Bestzeiten
|             | Kurzbahn                               | 50-Meter-Bahn                         |
| ----------- | -------------------------------------- | ------------------------------------- |
| 50 m Brust  | 28,45 s (6. April 2002, Moskau)        | 29,02 s (26. Juli 2005, Montreal)     |
| 100 m Brust | 1:01,50 min (6. Mai 2000, Berlin)      | 1:03,00 min (24. Juli 2005, Montreal) |
| 200 m Brust | 2:19,04 min (19. April 1997, Göteborg) | 2:19,00 min (28. Juli 1999, Istanbul) |